# Friedrich Fehér
Friedrich Fehér (külföldön, német nyelvterületen kívül gyakran ékezet nélkül: Friedrich Feher, néha Frederich Feher. Eredeti neve: Friedrich Weiss volt; Bécs, 1889. március 16. – Stuttgart, 1950. szeptember 30.) osztrák származású színész, filmrendező, forgatókönyvíró, zeneszerző, karmester.
Egyelőre nem ismert, hogy milyen megfontolásból választott magyar művésznevet.
Talán leghíresebb szerepe Franzis volt a Dr. Caligari című világszerte ismert és elismert expresszionista alkotásban, amelyet Robert Wiene rendezett 1920-ban.

## Élete
A bécsi konzervatóriumot végezte, de színi tanulmányokat is folytatott. Pályafutását 1907-ben kezdte meg a Schauspielhausban és a berlini Lessing Színházban, majd Hamburg, Bécs és Prága színpadain lépett fel. Egy amerikai turnén is részt vett Max Reinhardt társulatával. 1924-1925-ben ideiglenesen a bécsi Reneszánsz Színpad igazgatója volt.
Elsőként 1911-ben egy német rövidfilmben mutatkozott be. 1913-tól rendezőként a berlini Deutsche Mutoskop und Biograph (DMB) számára elsősorban irodalmi műveket filmesített meg. Első sikereit a Theodor Körner (1912) címszerepében, Franz Moor-ként A haramiákban (Die Räuber, 1913) és Odoardo-ként az Emilia Galotti-ban (1913) aratta. 1916-ban két évre visszatért Bécsbe, majd 1919-ben ismét részt vett német produkciókban, és főszerepet kapott Robert Wiene Dr. Caligari (Das Cabinet des Dr. Caligari, 1920) című filmjében, amivel végre áttörést ért el. Ebben az expresszionista remekműben Franzist, az egyik főszereplőt alakította.
Venceslava Vesely színésznőt 1921?-ben vette feleségül, aki Magda Sonja művésznéven 1917 és 1921 között a bécsi Sascha-Film némafilm sztárja volt. Egy fiuk született 1922-ben, Johannes Weiss. Hans Feher néven ő is szerepelt négy filmjében.
1921-ben átvette a Wiener Odysseus Film, a Vita-Film leányvállalata művészeti irányítását, és rendezett néhány filmet. Többek között Thea von Harbou regényéből a Dr. Gaudeamus háza (Das Haus des Dr. Gaudeamus) című filmet, amelyen az expresszionizmus erős hatása érződik. Illetve 1923-ban a Hoffmann meséit.
1922-ben alapította meg saját filmgyártó vállalatát.
1923-ban átvette az első bécsi premier mozi, a Kammerlichtspiele Schwarzenberg vezetését. 1926-ban visszaköltözött Berlinbe, ahol történelmi színdarabokat, bűnügyi komédiákat és bírósági filmeket rendezett. Felesége, Magda Sonja filmjei többségében főszerepet játszott. Ebben az időszak két leghíresebb filmje a Mata Hari (1927) és a Stuart Mária (1927) volt. Közben egy Pan-Film produkcióban, Robert Wiene rendezésében a Rózsalovag (Der Rosenkavalier, 1926) című feldolgozásban is vállalt egy mellékszerepet.
1933-ban ismét elhagyta Berlint – ezúttal azonban azért, mert a nácizmus előretörése miatt származása okokból nem jelenhetett meg a német filmekben. Kezdetben Csehszlovákiába, majd Nagy-Britanniába emigrált, ahol az általa alapított Concordia Films Ltd.-nél dolgozott. Londonban más emigránsokkal is dolgozott, mint például Robert Wiene-nel, aki a Zsiványszimfónia (1936) című, expresszionista ihletésű, bizarr és szürrealisztikus filmje producereként működött közre. Fia, Hans Feher néven főszerepet játszott.
Filmvállalata csődje után 1936 októberében költözött családjával az Egyesült Államokba, ahol megalapította a Symphonic Films nevű céget. Ezzel 1938-1939-ben rendezte a Paramount Symphonics rövidfilm sorozatát, amelynek keretében több zenekari felvételt készített. Amikor azonban rövidfilmjeiben a Zsiványszimfónia stílusjegyeit akarta alkalmazni, filmjei finanszírozói otthagyták, és ezzel karrierje véget is ért. Legutolsóként még egy kis szerepet kapott a Jive csomópont (Jive Junction, 1943) című filmben a szintén osztrák emigráns Edgar G. Ulmer filmrendezőtől.
A család fő jövedelme az emigráció éveiben filmes lehetőségek hiányában egyre inkább egyéb tevékenységekből származott. Fehér 1939-től főleg zenekarvezetőként dolgozott, és nagyobb jövedelemre tett szert egy élelmiszerbolt ügyvezető igazgatójaként. Felesége, a német nyelvterület országainak egykori némafilmsztárja egyáltalán nem játszott amerikai hangosfilmben. 1950 márciusában Fehér visszatért Londonba, majd nem sokkal később Németországba is elutazott. Itt megpróbálta felmérni zenei televíziós produkciók készítésének lehetőségeit. 1950 szeptember végén halt meg váratlanul egy stuttgarti kórházban.

## Filmjei
1922-től 1937-ig rendezett filmjeiben a Carrière és a Das verbotene Land kivételével a felesége is szerepelt. Többségében főszerepeket játszott. Az utolsó négyben pedig fia, Johannes Weiss is szerepelt Hans Feher néven.
Az adatbázisokban, lexikonokban (magyarokban is) általában Friedrich Feher ékezet nélküli írásmóddal szerepel. Az ettől eltérő névváltozatok lettek csak feltüntetve. Ezek egy része nyilvánvalóan csupán elírás és nem valódi névváltozat.
Fekete-fehér némafilmek:
- 1911 – Opfer der Schande (német rövidfilm) – színész
- 1913 – Kabale und Liebe (~Ármány és szerelem, német filmdráma Friedrich Schiller azonos című színművéből) – rendező és színész
- 1913 – Emilia Galotti (~Emilia Galotti, német filmdráma Gotthold Ephraim Lessing azonos című színművéből) ... Odoardo – rendező és színész
- 1913 – Die Räuber (~A haramiák, német filmdráma Friedrich Schiller azonos című színművéből) ... Karl Moor – rendező és színész
- 1913 – Das Blutgeld (~A vérdíj, német kalandfilm) – rendező
- 1913 – Die Ehe der jungen Felicitas (~A fiatal Felicitas házassága, német filmdráma) – rendező és színész
- 1913 – William Tell[3] (~Tell Vilmos, német-svájci filmdráma) ... Hermann Gessler – rendező és színész
- 1913 – Stürme (~Viharok, német filmdráma, saját regényéből írta és rendezte Hans Land Hugo Landsberger néven) – színész
- 1914 – Theodor Körner[4] (~Theodor Körner, német életrajzi filmdráma, írta és rendezte: Gerhard Dammann és Franz Porten, 60 perc) ... Theodor Körner – színész
- 1915 – Alexandra (Alexandra, német film Richard Voß színművéből, rendezte: Curt A. Stark) ... Graf Erwin – színész
- 1915 – Der Schuß im Traum (német rövidfilm, rendezte: Max Mack) ... Virtuose Pellini – színész
- 1916 – Du sollst nicht richten (német rövidfilm, rendezte: Paul von Woringen) ... Antonie Pereira / Sohn Pereira / Dr. Kühn (mint Friedrich Fehér) – színész
- 1916 – Menyasszonyrablás (Die Räuberbraut, német rövidfilm, komédia, rendezte: Robert Wiene) – színész
- 1917 – Tövises út (Lebenswogen, osztrák film, rendezte: Jacob Fleck és Luise Fleck) – színész
- 1918 – Prága 1549 – színész
- 1918 – Az új élet (Das neue Leben, osztrák filmdráma, rendezte: Herma Skoda) – színész, író
- 1919 – Bergblumen (~Hegyi virágok, német filmdráma, rendezte: Paul von Woringen) ... Kunstler Daniel Thom Suhn – színész
- 1919 – Pro domo, das Geheimnis einer Nacht (~Pro domo, egy éjszaka titka, német bűnügyi film, rendezte: Paul von Woringen) – színész
- 1919 – Die Mission eines Toten (~Egy halott küldetése, német rövidfilm) – rendező
- 1919 – Der unsichtbare Gast (~A láthatatlan vendég, német bűnügyi film) – rendező és színész
- 1920 – Wie das Schicksal spielt (német filmdráma, rendezte: Paul von Woringen) ... Erwin Freiburg (mint Friedrich Féher[5]) – színész
- 1920 – Dr. Caligari (Das Cabinet des Dr. Caligari,[6] német misztikus horrorfilm, rendezte: Robert Wiene, 76 perc) ... Franzis (mint Friedrich Fehér) – színész
- 1920 – Die drei Tänze der Mary Wilford (~Mary Wilford három tánca, német film, rendezte: Robert Wiene) – színész
- 1920 – Die tote Stunde (német filmdráma) – rendező és színész
- 1920 – Az élet ura[7] – színész
- 1920 – Tyrannei des Todes (~A halál zsarnoka, német filmdráma) ... Toter – rendező és színész
- 1920 – Die sieben Gesichter (~A hét arc, német film, rendezte: Johannes Brandt) – színész
- 1920 – Marionetten des Teufels (~Az Ördög bábjai, német film, rendezte: Johannes Brandt és Friedrich Feher) – társrendező és színész
- 1920 – Die Tänzerin Marion (~Marion, a táncosnő, német film) – rendező
- 1921 – Die rote Hexe (~A vörös boszorkány, német film) – rendező és színész
- 1921 – Az ajtó és ablak nélküli ház[7] (német film) – színész
- 1921 – Das Haus des Dr. Gaudeamus (~Dr. Gaudeamus háza, osztrák film Thea von Harbou regényéből) – rendező, színész, forgatókönyv író Johannes Brandt-tal
- 1922 – Die Geburt des Antichrist (~Az Antikrisztus születése, osztrák film) – rendező és színész
- 1922 – Az utolsó cárnő[7] – ?
- 1922 – The Memoirs of a Monk (~Egy szerzetes emlékiratai; osztrák film Franz Grillparzer regényéből) ... Oginski – író, rendező és színész
- 1922 – Carrière – Aus dem Leben einer Tänzerin (~Karrier – Egy táncosnő életéből, német film, rendezte:  Friedrich Feher és Heinz Heil) – társrendező
- 1923 – Hoffmanns Erzählungen (~Hoffmann meséi, osztrák film, rendezte: Max Neufeld, 98 perc) – színész
- 1923 – Der Sohn des Galeerensträflings (német film) – rendező
- 1924 – A meztelen asszony[8] (Die Kurtisane von Venedig, osztrák film, 111 perc) – rendező
- 1924 – Das verbotene Land[9] (~A tiltott ország, osztrák film) – rendező
- 1924 – Szanin (Ssanin, osztrák-lengyel filmdráma, rendezte: Friedrich Fehér és Boris Nevolin, Mihail Petrovics Arcübasev azonos című regényéből) – forgatókönyvíró és rendező
- 1925 – Rózsalovag (Der Rosenkavalier, osztrák komédia Richard Strauss művéből rendezte: Robert Wiene, 105 perc (restaurált/88 perc (osztrák))) ... Valzacchi – színész
- 1926 – A szürke ház[10] (Das graue Haus, német filmdráma) – rendező
- 1926 – A hindu táncosnő[11] – ?
- 1927 – Verbotene Liebe  (~Tiltott szerelem, német filmdráma) – rendező
- 1927 – Mata Hari (~Mata Hari: the Red Dancer,[12] német filmdráma, 80 perc) – rendező
- 1927 – Die Geliebte des Gouverneurs (német filmdráma, 86 perc) – író és rendező
- 1927 – Stuart Mária I-II. (Maria Stuart, két részes német filmdráma, rendezte: Friedrich Fehér és Leopold Jessner) – író és társrendező
- 1927 – Draga Maschin[13] (német film) – rendező
- 1928 – Sensations-Prozess (német film Max Brod színművéből) – rendező
- 1929 – That Murder in Berlin (német bűnügyi filmdráma) – rendező
- 1929 – Titokzatos szálloda (Hotelgeheimnisse, német bűnügyi filmdráma) – rendező

Fekete-fehér hangosfilmek: 
- 1930 – Amikor a hegedűk zengenek (Kdyz struny lkají, csehszlovák filmdráma Lev Tolsztoj regényéből, 63 perc) – rendező és vágó
- 1931 – Az ő kis fia[14] (Ihr Junge, osztrák-csehszlovák-német filmdráma Lev Tolsztoj regényéből, 96 perc) ... Michowski – rendező, zeneszerző és színész
- 1932 – Feltüzelt emberek (Gehetzte Menschen, nemzetközi címe: Hunted Men, csehszlovák-német filmdráma Alfred Machard regényéből, 94 perc) – rendező
- 1937 – Zsiványszimfónia (The Robber Symphony, angol musical, 136 perc) – író, zeneszerző, karmester, rendező, producer
- 1941 – The Blue Danube (~A Kék Duna, amerikai zenés rövidfilm) – producer mint Fredrick Feher
- 1943 – Jive csomópont (Jive Junction, amerikai zenés vígjáték, rendezte: Edgar G. Ulmer, 62 perc) ... Frederick Feher (mint Frederick Feher) – színész